# Sveta Mala Terezija
Sveta Mala Terezija, poznata i kao sv. Terezija iz Lisieuxa i sv. Terezija od Djeteta Isusa i Božjeg Lica (Alençon, 2. siječnja 1873. – Lisieux, 30. rujna 1897.), francuska karmelićanka, svetica Katoličke Crkve, najmlađa crkvena naučiteljica, zaštitnica misija, misionara, književnika, cvjećara i avijatičara.

## Životopis
Rođena je u gradiću Alençonu u pokrajini Normandiji na sjeveru Francuske. Na krštenju je dobila ime Marija Franka Terezija. Roditelji Ljudevit Martin i Azelija Martin, bili su pobožni, u mladosti su razmišljali da postanu svećenik i časna sestra, no nisu uspjeli. 
Terezija je bila najmlađa u obitelji koja je brojila devetero djece, od kojih je četvero umrlo u ranoj dobi zbog bolesti, za koje tada nije bilo lijeka. U dobi od četiri godine umire joj majka što je za mladu Tereziju bio veliki gubitak. Otac se sa svojih pet kćeri preselio iste godine u Lisieux. Dvije starije kćeri preuzele su odgoj mlađih sestara, Celine i Terezije. 1882. Terezijina sestra Paulina, koja joj je zamjenjivala majku, stupila je u samostan karmelićanki u istom gradiću. Poslije nje to je učinila i najstarija sestra Marija. Treća sestra Leonija stupila je u samostan klarisa. Dvije sestre Celina i Terezija rasle su zajedno. Nakon završenog osnovnog školovanja Terezija u ono vrijeme nije više pohađala školu nego je išla na privatne pouke iz raznih predmeta. Istodobno se njezin duhovni život vrlo snažno razvijao. Zajedno s ocem i sestrom Celinom hodočastila je u Rim. I Terezija je osjetila redovničko zvanje i željela je ući u karmelski samostan gdje su već bile njezine dvije sestre, ali je bila premlada. To je nije pokolebalo. Tražila je dozvolu crkvenih i samostanskih poglavara. Kada joj nisu dopustili, u Rimu je osobno, lice u lice, zamolila papu Lava XIII. i uspjela je. 
Terezija je ušla u Karmel s 15 godina, 1888. U njemu je proživjela devet godina vršeći redovite samostanske dužnosti: molitvu, razmatranja, redoviti posao, ručni rad i ostalo. Sve je to obavljala s velikom ljubavlju prema Bogu i dušama za koje je prikazivala sve svoje molitve i trpljenja kojih nije nedostajalo u njezinu redovničkom životu. Uzor su joj bili osim Isusa i sveci: sv. Ivana Orleanska, sv. Ivan od Križa i sveta Tereza Avilska. Po nalogu svojih samostanskih poglavarica opisala je svoj život koji je nakon njezine smrti objavljen pod nazivom „Povijest jedne duše”. Na poseban je način živjela i izradila duhovnost djetinjeg odnosa prema Bogu - „duhovno djetinjstvo” što je i opisala u svojoj autobiografiji. Razvila je novi način postizanja svetosti, nazvan Mali Put - spremnost srca da sve čini iz ljubavi prema Bogu i ljudima. Imala je slogan: „Samo ljubav vrijedi!” Razboljela se od tuberkuloze od čega je i umrla 30. rujna 1897. g. u 25. godini života i nakon samo devet godina provedenih u Karmelu.
Nakon smrti njena autobiografija „Povijest jedne duše” objavljena je i doživjela je veliki uspjeh. Prevedena je na 35 jezika i objavljena je u više od milijun primjeraka. Knjizi su se divili i Edith Piaf, Paul Claudel, Jan Guitton, Sveta Edith Stein i mnogi drugi umjetnici, filozofi i znanstvenici. Papa Pio XI. proglasio je Malu Tereziju blaženom 29. travnja 1923. te svetom 17. svibnja 1925. godine. Nakon toga proglašena je također uz sv. Franju Ksaverskoga drugom zaštitnicom misija, te također drugom zaštitnicom Francuske. 1997. o 100. obljetnici njezine svetačke smrti, papa Ivan Pavao II. proglasio ju je naučiteljicom Crkve. Ona je tako treća žena u povijesti Crkve i 33. po redu u dvotisućljetnoj povijesti Crkve koja je dobila taj časni naslov. Na 15. svjetskom danu mladih 1997. god. u Parizu papa Ivan Pavao II. postavio ju je za uzor mladima današnjice. Spomendan joj je 1. listopada. Zaštitnica je Francuske, Australije, Južne Afrike, Rusije, misionara, uzgajivača cvijeća, oboljelih od AIDS-a i tuberkuloze, avijatičara i mnogih gradova, župa i škola.
Terezija je pokopana 4. listopada 1897. na karmelićanskoj parceli, na općinskom groblju u Lisieuxu, gdje su bili pokopani njezini roditelji. Njezino je tijelo ekshumirano u rujnu 1910. godine, a ostaci su stavljeni u olovni lijes i prebačeni u drugu grobnicu. U ožujku 1923., prije nego što će biti proglašena blaženom, njezino je tijelo vraćeno u karmelski samostan u Lisieuxa (gdje je služila) gdje ostaje i dan danas. Lik Terezije u staklenom lijesu nije njezino stvarno tijelo, već kip temeljen na crtežima i fotografijama Céline nakon Terezijine smrti. Sadrži njezino rebro i ostale ostatke tijela.

## Crkveno naučiteljstvo
Papa Franjo objavio je 15. listopada 2023. apostolsku pobudnicu C'est la confiance o 150. godišnjici njezina rođenja.

## Vanjske poveznice
- Četrnaest pjesama svete Terezije od Maloga Isusa, Zagreb, 1928.